# DŠK
DŠK (rusko Degtjarjov, Špagin, krupnokalibernij - Degtjarjov, Špagin, velikokalibrski) je težki mitraljez sovjetskega izvora. Razvit je bil za potrebe po mitraljezu večjega kalibra, tako kot ameriški Browning M2. Poleg uporabe na trinožniku je pritrjen tudi na tankih, pogosto pa je montiran tudi na terenska vozila in manjše tovornjake. 
Danes je najbolj razširjena različica tega mitraljeza nekoliko posodobljeni DŠKM oz. M.1938/46, ki je bil v službo uveden leta 1946. Leta 1971 ga je nasledil mitraljez NSV, ki uporablja enak naboj.

## Galerija
- Prvotna pehotna različica M1938 s starim skrivalom plamena
- Sovjetski vojaki z DŠK v protiletalski vlogi med bitko za Stalingrad, 1942
- Pripadnika nemške Luftwaffe z zaplenjenim mitraljezom, 1942
- Vojaško vozilo URO VAMTAC S3 Romunske vojske z DŠKM
- Države kjer še vedno uporabljajo ali izdelujejo različice DŠK